# Abdul
Abdul  è un nome proprio di persona inglese maschile.

## Origine e diffusione
"Abdul'" (in alfabeto arabo عبد ال, traslitterato anche 'Abdal o Abdel) è una particella composta da عبد ('abd, "servo") e ال (al-, un articolo determinativo), e vuol dire "servo del", "seguace del"; nell'onomastica araba non è un nome e non viene mai usata da sola, ma solo assieme agli epiteti di Allah come parte di nomi devozionali quali Abdulaziz ("servo del potente"), Abdul Hamid ("servo del lodato"), Abdulrahman ("servo del misericordioso") e via dicendo.
L'uso come nome proprio indipendente nasce per errore, quando la particella all'interno di altri nomi viene scambiata per un nome a sé stante; si tratta comunque di un uso recente, documentato dal tardo XX secolo negli Stati Uniti, adotatto in origine forse da membri della comunità afroamericana convertiti all'Islam.

## Onomastico
Il nome è adespota, cioè non è portato da alcun santo patrono; l'onomastico si può eventualmente festeggiare il 1º novembre, giorno di Ognissanti.

## Persone

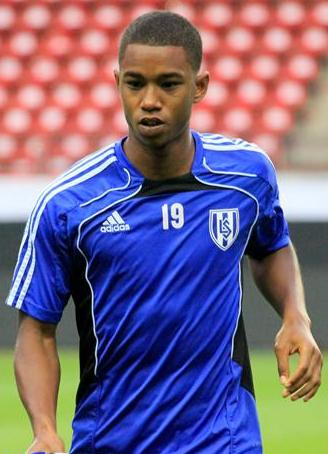
Abdul Carrupt

- Abdul Karim Ahmed, calciatore ghanese
- Abdul Carrupt, calciatore svizzero naturalizzato guineense
- Abdul Fox, cestista statunitense
- Abdul Jeelani, cestista statunitense

### Variante Abdoul
- Abdoul Camara, calciatore guineano naturalizzato francese
- Abdoul Mbaye, politico e banchiere senegalese

## Il nome nelle arti
- Abdul Alhazred è l'autore fittizio dello pseudobiblion Necronomicon, entrambi creati dall'autore Howard Phillips Lovecraft.
- Abdul Noctambulotti è un personaggio di svariati romanzi scritti da Walter Moers.